# Missões diplomáticas do Tajiquistão

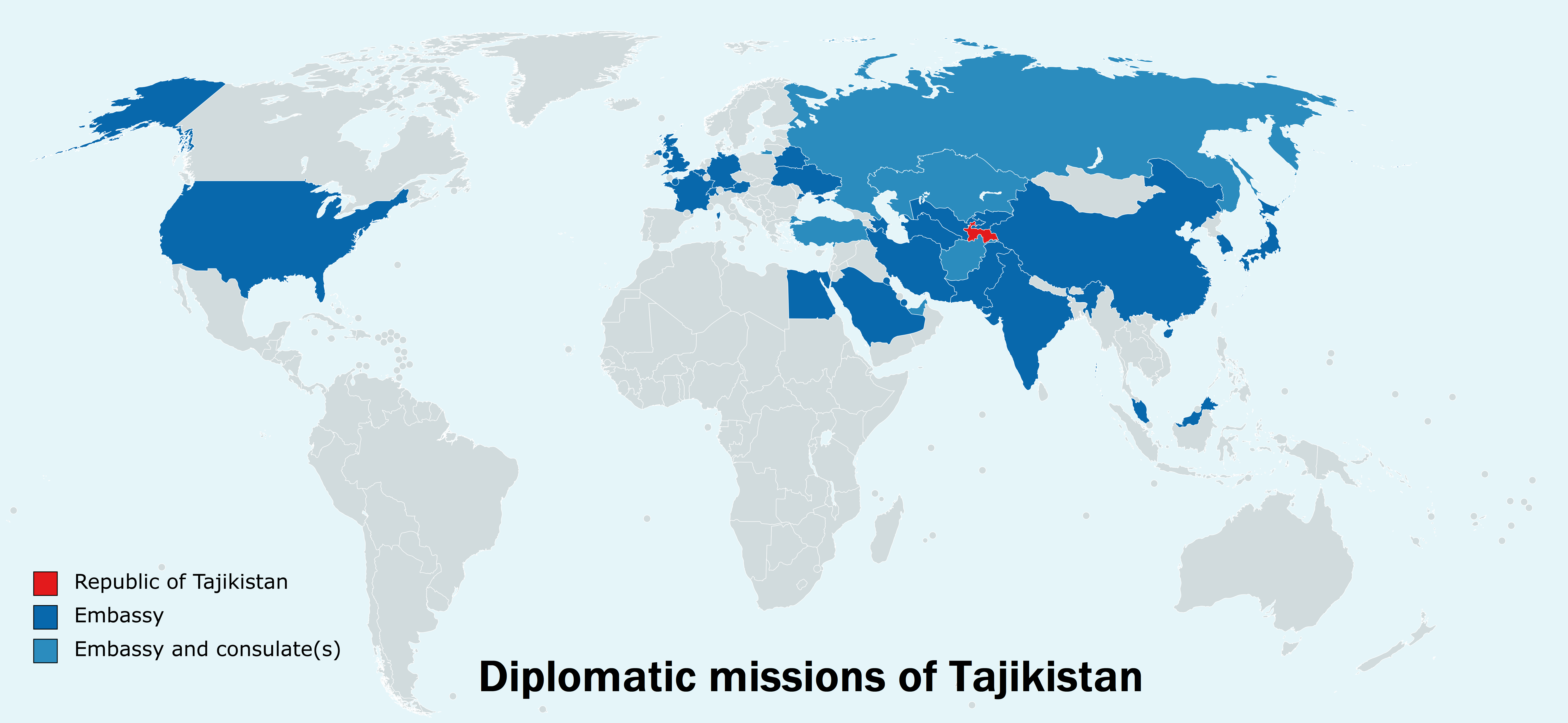
Missões diplomáticas do Tajiquistão

Abaixo se encontram as embaixadas e consulados do Tajiquistão:

## Europa

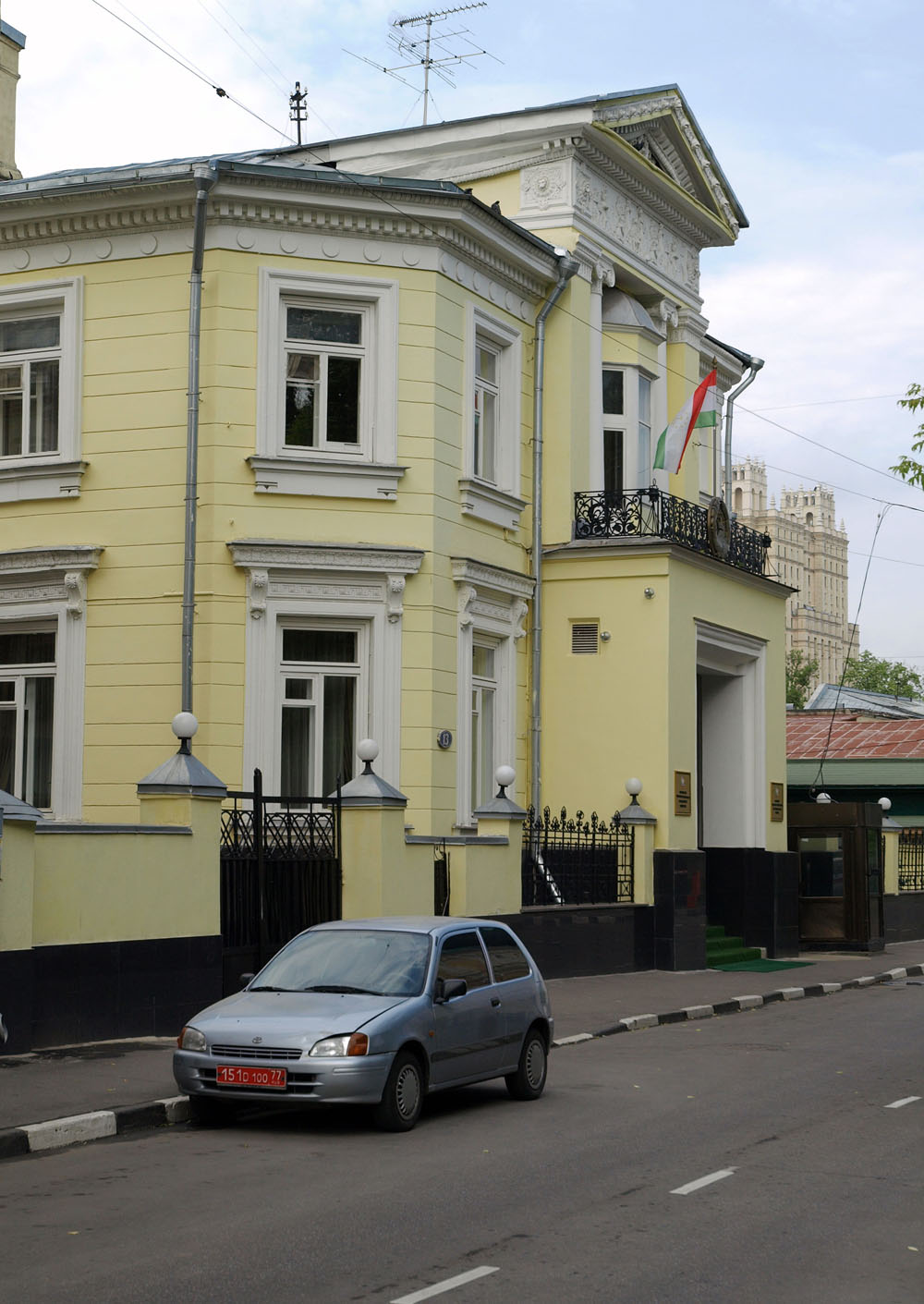
Embaixada do Tajiquistão em Moscou.

- Áustria
  - Viena (Embaixada)
- Bielorrússia
  - Minsk (Embaixada)
- Bélgica
  - Bruxelas (Embaixada)
- Alemanha
  - Berlim (Embaixada)
- Rússia
  - Moscou (Embaixada)
- Suíça 
  - Winterthur (Consulado)
- Reino Unido
  - Londres (Embaixada)

## América

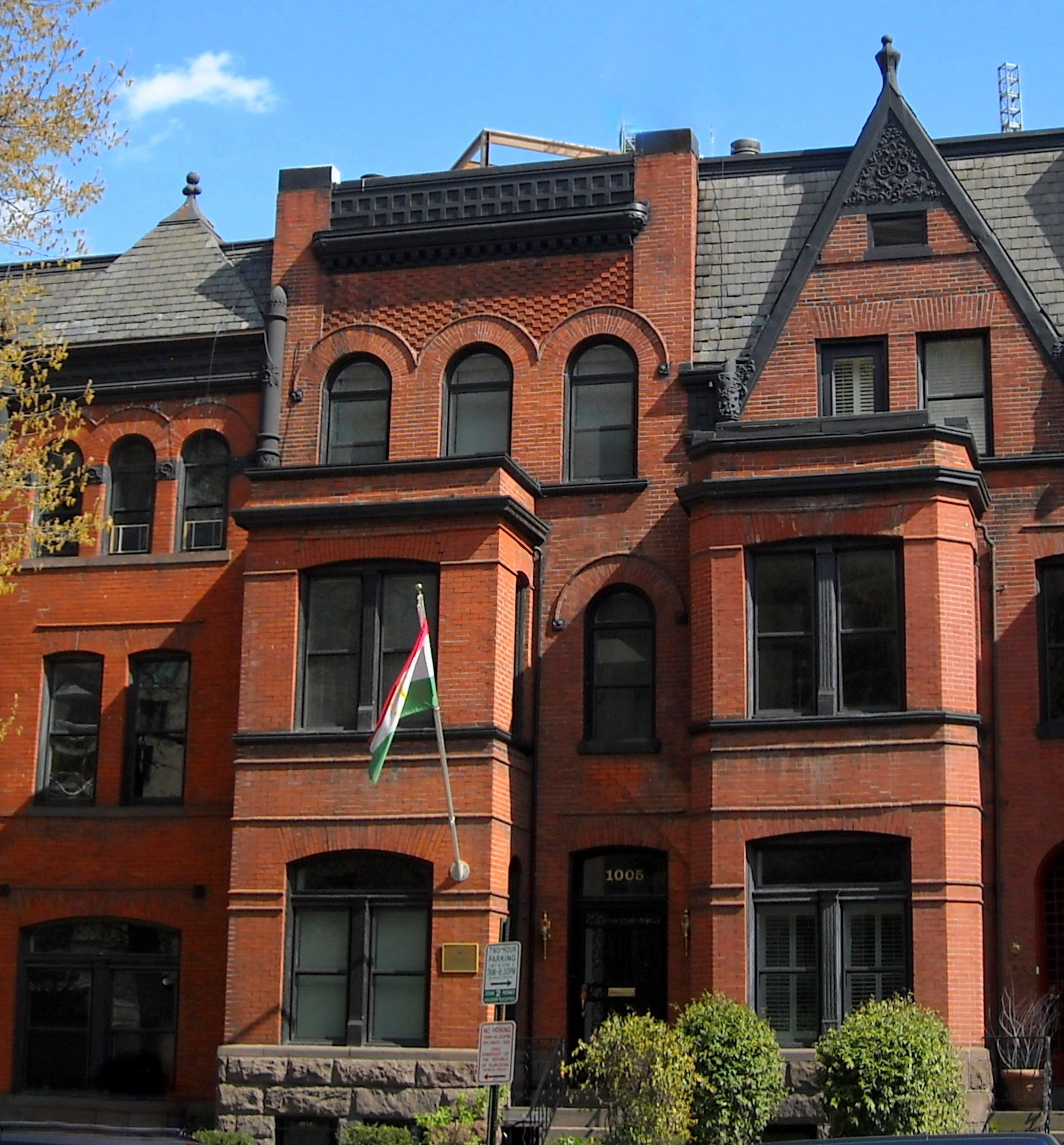
Embaixada do Tajiquistão em Washington, D.C.

- Estados Unidos
  - Washington D.C. (Embaixada)

## Oriente Médio
- Irão
  - Teerã (Embaixada)
- Turquia
  - Ancara (Embaixada)
- Emirados Árabes Unidos
  - Dubai (Consulado-Geral)

## Ásia
- Afeganistão
  - Cabul (Embaixada)
  - Mazari Sharif (Consulado-Geral)
- Azerbaijão
  - Baku (Embaixada)
- China
  - Pequim (Embaixada)
- Coreia do Sul
  - Seul (Embaixada)
- Índia
  - Nova Délhi (Embaixada)
- Japão
  - Tóquio (Embaixada)
- Cazaquistão
  - Astana (Embaixada)
  - Almaty (Consulado-Geral)
- Quirguistão
  - Bisqueque (Embaixada)
- Paquistão
  - Islamabad (Embaixada)
  - Carachi (Consulado-Geral)
- Turquemenistão
  - Asgabate (Embaixada)
- Uzbequistão
  - Tashkent (Embaixada)

## Organizações Multilaterais
- Nova Iorque (Missão permanente do Tajiquistão ante as Nações Unidas)